# امت جی. فلین
اِمِـت جی. فلین (انگلیسی: Emmett J. Flynn؛ ۹ نوامبر ۱۸۹۲ – ۴ ژوئن ۱۹۳۷) بازیگر، کارگردان فیلم، فیلم‌نامه‌نویس و تهیه‌کننده فیلم اهل ایالات متحده آمریکا بود.
از فیلم‌هایی که وی در آن‌ها نقش داشته‌است، می‌توان به خواب زودهنگام و مردی که برگشت اشاره نمود.